# DeNA
DeNA(디앤에이, ディー・エヌ・エー)는 일본 도쿄에 위치한 IT 회사다. 전자 상거래 운영과 모바일 게임 개발 등을 한다.

## 계열사
- 요코하마 DeNA 베이스타스